# Karl Pilkington
Karl Pilkington (Manchester, 1972. szeptember 23. –) egy angol utazási műsor vezetője, humorista, író, rádiós műsorvezető és színész.
Hírnevét Ricky Gervais és Stephen Merchant rádióműsorának producereként szerezte, amely az angol XFM rádió műsora volt. Feltűnt továbbá a The Ricky Gervais Show-ban, illetve az An Idiot Abroad című televíziós vígjátéksorozatban, melynek műsorvezetője volt.

## Korai munkák
Pilkington 1972-ben született Manchesterben. Később Londonba költözött hogy az XFM rádiónál dolgozzon mint producer. Pár évvel később a The Ricky Gervais Show munkatársa lett. Eredetileg csak producerként dolgozott a műsornál. Azonban miután Ricky Gervais és Stephen Merchant egyre többet hívták a műsorba, Pilkington személyisége egyre híresebbé vált. Később a műsor állandó tagjává vált.

### An Idiot Abroad
2010 szeptemberében Pilkington elkezdett szerepelni az angol Sky1 csatorna által sugárzott műsorban, mely az An Idiot Abroad (magyar cím: Egy Idióta Külföldön) volt. A műsor producerei Ricky Gervais és Stephen Merchant voltak. Pilkington a műsorban sorra járja a világ hét csodáját, a producerek irányításával. Pilkington később egy könyvet is írt, ugyanezzel a címmel.

## Magánélete
Pilkington a kilencvenes évek óta hosszútávú kapcsolatban áll a BBC egykori producerével, Suzanne Whiston-nal.

## Magyarul
- Egy idióta külföldön. Karl Pilkington útinaplója; útitársak Ricky Gervais és Stephen Merchant, ill. Dominic Trevett, fotó Rick Hardcastle, Freddie Clare, ford. Bozai Ágota; Gabo, Bp., 2012

## Fordítás
- Ez a szócikk részben vagy egészben  a   Karl Pilkington című angol Wikipédia-szócikk ezen változatának fordításán alapul.  Az eredeti cikk szerkesztőit annak laptörténete sorolja fel. Ez a jelzés csupán a megfogalmazás eredetét és a szerzői jogokat jelzi, nem szolgál a cikkben szereplő információk forrásmegjelöléseként.

## További információ
- Hivatalos oldal
- Karl Pilkington a Facebookon
- Karl Pilkington a PORT.hu-n (magyarul)
- Karl Pilkington az Internet Movie Database-ben (angolul)
- Karl Pilkington a Rotten Tomatoeson (angolul)